# Hamburg-Blankenese (stacja kolejowa)
Hamburg-Blankenese – stacja kolejowa w Hamburgu, w Niemczech. Znajdują się tu 2 perony. Znajduje się około 13 km na zachód od dworca Hamburg Hauptbahnhof, w dzielnicy Hamburga Blankenese. Według klasyfikacji Deutsche Bahn posiada kategorię 4. Jest dworcem czołowym.

## Opis
Stacja jest centralnie położona w dzielnicy. Składa się z budynku stacji, z kilku mniejszych sklepów, oraz dwóch peronów, które są połączone przejściem podziemnym i posiadają windy dla niepełnosprawnych. Obecnie teren wokół stacji i sam budynek został odnowiony, zbudowane zostały parkingi, biura i obiekty handlowe.

## Linie
Stacja jest zarządzana przez dwie linie S-Bahn, osiem linii autobusowych. Dziennie z usług dworca korzysta około 30 000 pasażerów.
| Linia | Trasa |
| ----- | --- |
|       | Wedel – Blankenese – Ohlsdorf – Port lotniczy Hamburg / – Poppenbüttel                                                                                               |
| 1     | Rissen – Sülldorf – Blankenese – Othmarschen – Altona |
| 22    | Blankenese – Stellingen – Hagenbecks Tierpark – Kellinghusenstraße                                                                                                   |
| 36    | Blankenese – Reeperbahn – St. Pauli – Stephansplatz – Gänsemarkt – Jungfernstieg – Lohmühlenstraße – Wartenau – Friedrichsberg – Straßburger Straße – Berner Heerweg |
| 48    | Blankenese – Blankenese |
| 49    | Elbuferweg – Blankenese |
| 189   | Wedel – Blankenese |
| 286   | Rissener Dorfstraße – Blankenese – Othmarschen |
| 601   | Wedel – Sülldorf – Blankenese – Othmarschen – Altona – Reeperbahn – St. Pauli – Rödingsmarkt – Rathausmarkt                                                          |

## Galeria

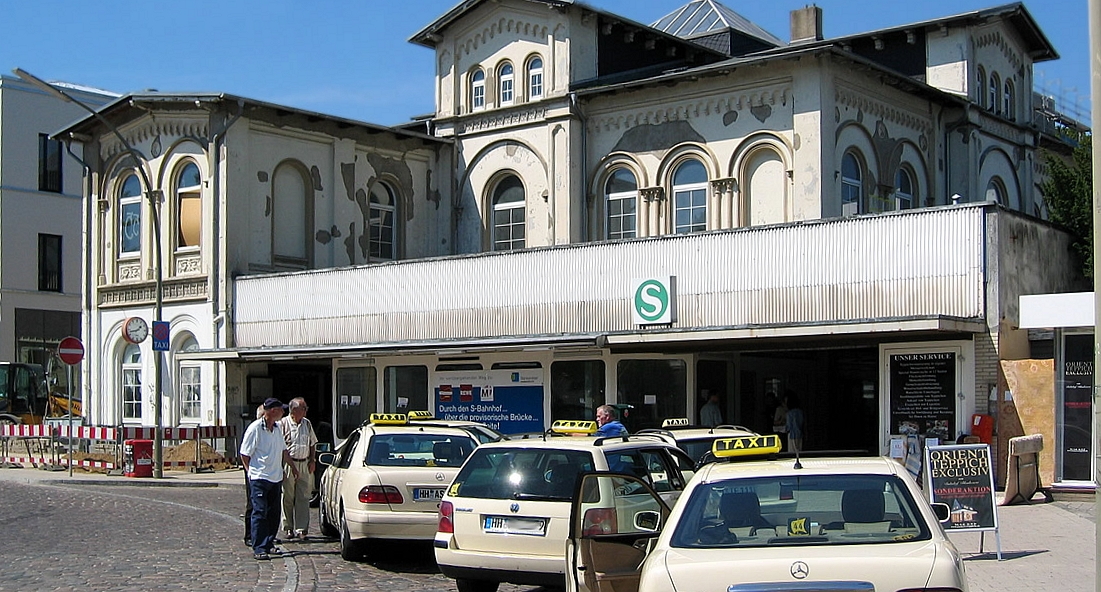
Budynek dworca
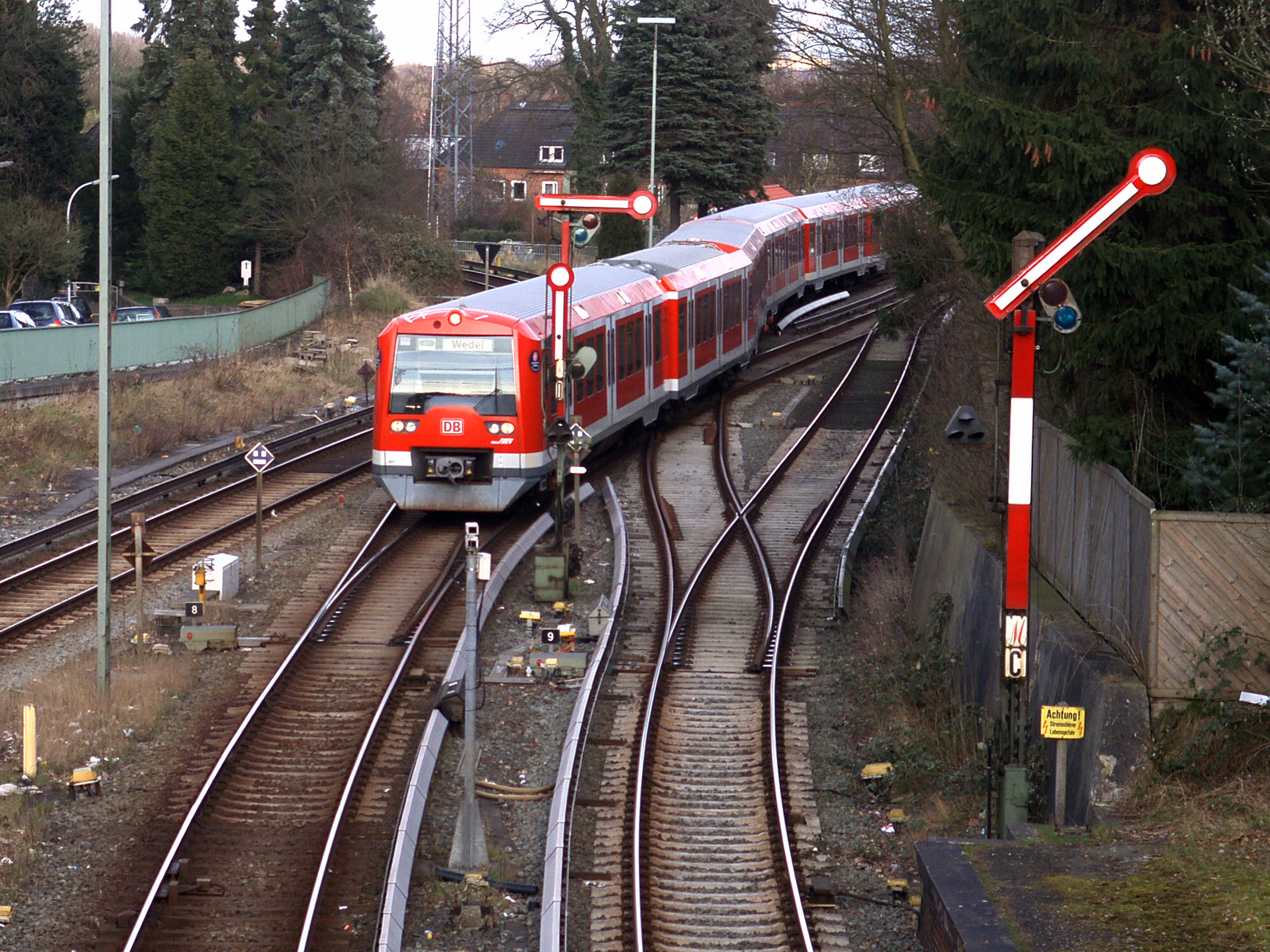
Pociąg BR 474 wjeżdża na dworzec
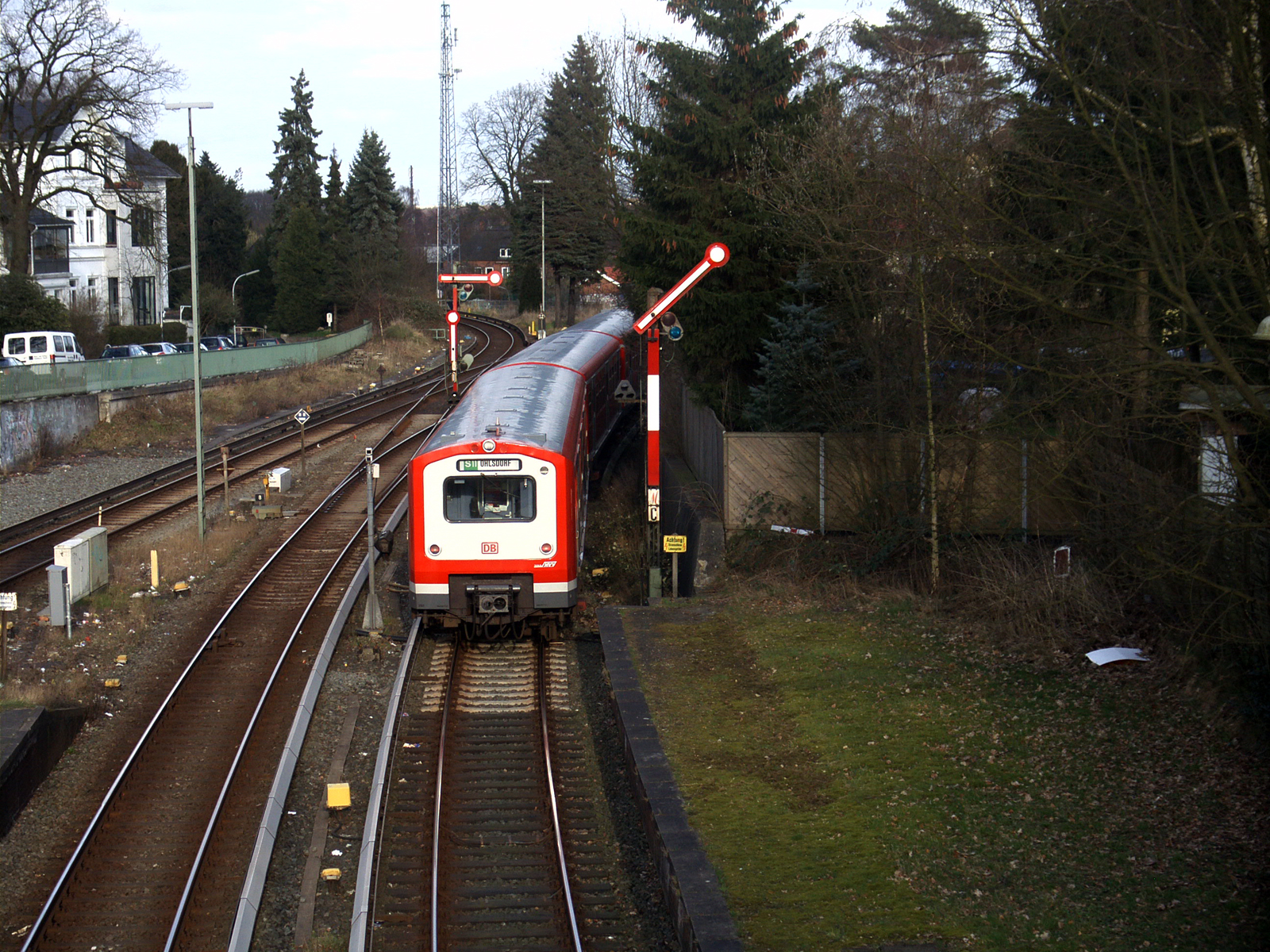
Pociąg BR 472 odjeżdża w kierunku Altony

| Hamburg-Blankenese                    |  |                                    |
| Linia Hamburg-Altona – Wedel (9,6 km) |  |                                    |
| Hamburg-Iserbrookodległość: 1,7 km    |  | Hamburg-Hochkamp odległość: 2,1 km |